# فين وهينجيست
'فين وهينجست' هي دراسة أجراها "جون رونالد تولكين"، وحررها آلان بليس ونشر بعد وفاته في شكل كتاب في عام 1982.
الفنلندي وهنجست هما بطلان أنجلو ساكسونيون حيث يظهران في القصيدة الملحمية الإنجليزية القديمة بيوولف  وفي جزء من "القتال في فينسبرج". حيث تعرف على هينجست أحيانًا على أنه ملك كينت اليهودي. حيث كان هو وشقيقه هورسا (الأسماء التي تعني "الفحل" و"الحصان") القادة الأسطوريين للمهاجرين الأنجلوسكسونيين الأوائل إلى بريطانيا كمرتزقة في القرن الخامس.

## ملخص
هنيف هو ابن المخصص الدانماركي، وهو سيد الشعب الدنماركي الذي غزا جزءًا من جوتلاند (ربما الجزء الشمالي من شبه جزيرة كيمبريان) ونفي حكامها اليهوديين السابقين. فين هو ملك فريس لاند (فريزلاند حاليًا في هولندا) حيث سمح للجوت المحرومين بالاستقرار في أراضيه والدخول في خدمته. وتزوج فين من أخت هنيف الكبرى هيلدبوره، وأرسل ابنهما الذي كان اسمه على الأرجح فريوولف ليتم تبنيه في منزل هنيف.
وفي حوالي عام 450 بعد الميلاد، أبحر هنيف إلى فريس لاند في الخريف، وكان هدفه هو إعادة ابن فين البالغ الآن وقضاء الشتاء في قلعة فين، احتفالًا بـ عيد الميلاد. فيجلب هنيف حاشية مكونة من حوالي ستين ثانس ومن بين هؤلاء الثانس أحد الجوت المسمى هينجست، وهو زعيم فرقة من الجوت الذين خدموا تحت قيادة هنيف. ولسوء الحظ، ولم يتوقعه أحد وهو عندما وصلوا إلى معقل فين، وجدوا أن العديد من ملوك الفنلندي هم أيضًا من الجوت، ولاسيما جارولف والذي يبدو أنه الوريث الشرعي للمملكة التي غزاها شعب هنيف؛ وهؤلاء الجوت الفريزيان في ثأر مع هينجست وفرقته، لأن هينجست يدعم الدنماركيين الفاتحين، هذا إذا لم يكن هناك سبب آخر. وهذا من شأنه أن يفسر لماذا "لم يكن لدى هيلدبوره سبب للثناء على ولاء الجوت"، لأن هذا الولاء أدى إلى إيقاظ العداء من جديد، مما أدى إلى مقتل شقيقها وزوجها وابنها.
يحاول فين والذي يبدو بريئًا في تفسير تولكين منع حدوث مشكلات عن طريق فصل الأطراف، والسماح لهنايف وأتباعه باحتلال القاعة الملكية، بينما يقوم بنقل أتباعه إلى مبنى مختلف. ومع ذلك فإن فريق الجوت الفريزي يقوم بهجوم قبل الفجر، على أمل مفاجأة هينجست وفرقته. ولكن الدنماركيين كانوا يتوقعون المتاعب، ويرى أحد الحراس ضوء مشاعلهم التي تقترب. ويتساءل بلاغة: ما هذا النور؟ هل هو فجر في المشرق، أم هو هروب تنين، أم أن الجملونات تحترق؟ فيجيب هنيف: لا هذا فجر المشرق، ولا هو طيران تنين، ولا جملونات هذه القاعة تحترق، إنه هجوم.
استعد الدنماركيون وجوت هينجست بتحصين بابي القاعة ضد الهجوم. حيث قام جوهير بتحذير جارولف من المخاطرة "بحياته الثمينة" في الهجوم، ةلكنه هاجم وكان أول من يسقط. فينضم أبناء الفريزيان الفنلنديون، الذي تربطهم علاقات زواج وصداقة مع أبناء الجوتيش الفنلنديين، إلى القتال ضد الدنماركيين. حيث احتفظ الدنماركيون بالقاعة لمدة خمسة أيام دون أن يفقدوا رجلاً. وفي صباح اليوم الخامس، اقتحم الفريزيون طريقهم إلى القاعة، وفي المعركة قُتل كل من هنيف وفريوولف. ولكن ليس من الواضح إلى أي جانب كان فريوولف يقاتل، ولكن تولكين يعتقد أنه من المحتمل أنه كان يقيم في القاعة مع هنيف، ووالده بالتبني وعمه؛ وهذا من شأنه أن يفسر سبب تأكيد بيوولف على وضع فريوولف في الجنازة محرقة بجانب هنيف. حيث قام الدنماركيون الناجون، وأولئك الجوت المتحالفون مع هينجست، بطرد الفريزيين والجوت من القاعة وأعادوا تحصين الباب.
وعند هذه النقطة يتدخل فين الذي ربما لم ينضم إلى القتال شخصيًا ويعرض عقد صفقة مع الناجين. وكما يشير تولكين، أصبح لدى الدنماركيين الآن العديد من المزايا:
1. لقد فقد فين الكثير من الرجال لدرجة أنه لم يتمكن من اقتحام القاعة مرة أخرى.
2. كان الدنماركيون يحتلون قاعته الملكية، ولم يكن يرغب في حرقها لإخراجهم.
3. لا بد أم فين شعر بالذنب والخجل لأن خصمه الثاني قتل هنيف، الذي كان صهره وضيفه.

وفي داخل القاعة، يتجمع الناجون في مجموعتين: الدنماركيون، بقيادة رئيس والذي يوصف بأنه هونلافينج أي "ابن هونلاف" والجوت بقيادة هينجست. الجوت هم فرقة هينجست الخاصة، وهم يدينون بالولاء لـهنيف فقط لأن هينجست تبعه. كما يحاول فين في البداية صنع السلام مع الدنماركيين فقط، ولكن الدنماركيين يصرون بإخلاص على أن أي اتفاق سلام يجب أن يشمل هينجست ورجاله. حيث يوافق فين، ويقسم يمين السلام: سيلقي رجال الدنماركيين وهينجست أسلحتهم، وبما أنهم لا يستطيعون مغادرة فريس لاند حتى نهاية الشتاء، فسوف يجلسون على طاولة فين ويقبلونه عمليًا كحامي لهم (منذ أن كان الآن مصدرهم الوحيد المحتمل للطعام والصيانة، وكانوا يعتزمون أن يكونوا ضيوفه طوال فصل الشتاء على أي حال.) حيث أعطى فين للدنماركيين قاعة منفصلة ليسكنوا فيها لفصل الشتاء، محددًا أنهم سيتقاسمونها مع أبناء الجوت (يعني هينجست وفرقته). كما يقسم أن أي فرد من أتباعه يحاول تجديد الخلاف (من خلال استهزاء الدنماركيين بأنهم يتبعون الآن قاتل سيدهم) سيعاقبه فين بنفسه، ربما بالموت. كما وحرقت جثتي هنيف وفريوولف بشرف.
وخلال فصل الشتاء، كان الدنماركيون وحلفاؤهم من اليهود يفكرون في سقوط هنيف. ويواجه هينجست تضاربًا في الواجبات: سواء احترام معاهدة السلام مع فين، أو احترام واجبه في الانتقام لسيده الذي سقط. أخيرًا، أخذ ابن هونلاف سيفًا هيلديلوما وهو "شعلة المعركة" والذي ربما كان سيف هنيف، ووضعه في حضن هينجست. فإن هينجست "لا يرفض نصيحة العالم" أي أنه يتماشى مع ما يتفق الجميع على أنه صحيح ويقرر أن ولائه لـهنيف يجب أن يفوق التزامه تجاه فين.
وعلى أية حال، يشير تولكين إلى أننا لا نرى هينجست يقسم أي قسم لفين؛ نرى فقط فين يقسم قسمًا لهينجست والدنماركيين. وعندما يأتي الربيع، يبحر الدنماركيون إلى الوطن ويخبرون الجميع عن قصة سقوط هنيف. ويعودون إلى معقل فين بالقوة. بعد أن بقي هينجست في فريس لاند تحت ستار دعم شروط معاهدة السلام، وفتح البوابات للغزاة كما وقام الدنماركيون بنهب معقل فين، وقتل فين وجميع رجاله، ونهب المدينة وحرقها، ثم عادوا إلى ديارهم. مع أخذ هيلديبوره معهم.

## التحليل
يعتمد الكتاب على سلسلة من المحاضرات المحررة التي ألقاها تولكين قبل وبعد الحرب العالمية الثانية. حيث جادل تولكين في محاضراته بأن هينجست في "القتال في فينسبرج" و"بيوولف" كانت شخصيتان تاريخيتان وليست شخصيتان أسطوريتان، وأن هذه الأعمال تسجل حلقات من مؤلف شفهي و التاريخ المنقول لـ "هينجست" المذكور في الأنجلوسكسونية كرونيكل. وقد حظي هذا الرأي بقبول بعض مؤرخي العصور الوسطى والعلماء الأنجلوسكسونيين، منذ محاضرات تولكين الأولية ومنذ نشر هذه المجموعة بعد وفاته.
تصف محاضرات تولكين ما أسماه "نظرية الجوت على كلا الجانبين"، والتي كانت تفسيره للظهور المحير لكلمة "يوتينيس" في حلقة بيوولف. كما وقرأ تولكين الكلمة على أنها جوت، وافترض أن القتال كان عداءًا يهوديًا بحتًا، وأن الظروف حاصرت فين وهنايف. ةأوضح تولكين وجودهم وولائهم الغامض من خلال تفسيره للقصة. كما وبحثت الدراسات الحديثة كيف أثرت آراء تولكين حول هينجست على تصوره الخيالي للأصول الإنجليزية المبكرة في كتابه الأسطوري.